# 神龍之子太郎
《神龍之子太郎》，是松谷美代子所作的兒童文學。本故事以原作被製作成動畫電影，人偶劇、平直戲劇、音樂劇、面具戲劇、舞劇等等，也被舞台化。
本作品以長野縣內所流傳的信州上田民間故事《小泉小太郎》和松本民間故事《泉小太郎》為中心，與在秋田和日本各地流傳的其它民間故事相組合，並加以重新論述。關於創作過程，詳見松谷著作《民話的世界》。
本作品曾獲得第1屆「講談社兒童文學新人獎」、「國際安徒生獎優良獎」等殊榮。
另外，另有其相關流傳於民間故事的其中一版本內容。

## 童話故事概要
很久很久以前，在某個地方，住著一個名叫彥一的男子。在某天夜裡他遇到一位沒地方住的女子・於龍，好心的他讓她留宿一晚。隔天於龍並未離開彥一家，並在他家裡幫忙做事，看到於龍這麼體貼的彥一，決定要娶她為妻。在兩人成為夫妻後，兩人都很勤快的工作，生活過的很快樂。但有一天於龍懷孕要生產時告訴彥一說，她在房間生產的時候絕對不可以去偷看，彥一答應了於她的請求。彥一雖然答應了於龍，可是最後還是按耐不住打開房門偷看，他發現房間裡有一隻大龍和一個小寶寶，驚訝的彥一不明白為何於龍是一隻龍。不久後龍變回於龍的樣子，並對彥一說被你看到了，那我就不能留下了，請你好好照顧這個孩子。接著於龍就把自己的一個眼珠拿給彥一，告訴他說如果孩子在哭的話，請他舔食這個，說完就離開回到山裡去了。彥一把小寶寶給取名為太郎，並且細心的養育他，可是有一天眼珠舔完了，彥一他只好帶著孩子到山裡去了。他在山裡的沼澤碰到一隻獨眼龍，讓彥一知道那一定是於龍。他告訴於龍說眼珠已經被太郎舔完了，聽到這事的龍只好把剩下的眼珠也拿給彥一，然後由於她看不到了，也無法知道早晨和夜晚的到來，所以希望能藉由鐘聲得知早晨和夜晚。之後彥一就在沼澤邊建一個鐘塔，每天早晨和夜晚就一起去敲鐘，故事結束。

## 動畫電影
1979年3月17日的東映漫畫節公開播映。導演是以「有化鐵爐的街」為知名的浦山桐郎。動畫方面所使用的真實電影導演，而擔任劇本以外的實際作業動畫員工為多，浦山導演是製作分鏡，原畫檢查等相關方面的製作。2010年2月21日DVD被發售。

## 動畫故事概要
大家都傳說神龍之子太郎是妖怪的小孩，其實他的母親是因為在多年前懷他的時候，因為觸犯了村規被山神給變成一條龍，她又為了要餵飽自己的孩子，便把眼珠拿給還在襁褓中的太郎舔食，之後交給外婆帶大，長大後的太郎從外婆口中得知他的母親還可能尚在世間，於是就到山裡展開了尋母的旅程，一路上遇到許多事的太郎也因此成長不少，最後因為他的愛甚至救了自己的母親。

## 登場人物
太郎（配音員：加藤淳也）
小綾（配音員：富永美衣奈）
紅鬼（配音員：熊倉一雄）
黑鬼（配音員：北村和夫）
雞富翁（配音員：黑田絢子）
太郎的外婆（配音員：矢吹壽子）
山姥姥（配音員：樹木希林）
白蛇（配音員：左奈田恆夫）
天狗（配音員：醉銘亭桐庵）
龍（配音員：吉永小百合）（友情客串）
旁白（配音員：黑田絢子）

## 主題歌
- 「神龍之子太郎之歌（龍の子太郎のうた）」
  - 作詞：若林一郎・浦山桐郎、作曲：真鍋理一郎、編曲：真鍋理一郎、歌：加藤淳也・水木一郎

## 舞台劇化
- 1965年製作：劇團蒲公英 劇本：志水伸
- 1967年製作：關西藝術座 劇本：新屋英子 太郎：綿岡芳枝
- 1972年製作：樹之會 劇本：松谷美代子・高瀨精一郎 太郎：花柳伊兵衛
- 1972年製作：平多正於舞踊公演 劇本：有賀二郎 太郎：千野美子
- 1976年製作：劇團齒車 劇本：藤本昭 太郎：岩成知子
- 1990年製作：孩子之城青山劇場 劇本：遠藤啄郎 太郎：中村梅雀
- 2007年製作：劇團前進座 劇本：山本響子 太郎：水上琴野

※人偶劇・面具戲劇除外

## 腳註
1. ↑  松谷美代子「民話的世界」PHP研究所、2005年、ISBN 978-456963818-8

## 外部連結
- （日語）Internet Movie Database的資料 （页面存档备份，存于）
- （日語）神龍之子太郎 （页面存档备份，存于）